# Sở Giao dịch Chứng khoán Quốc gia Ấn Độ
National Stock Exchange of India Limited ( NSE ) là sàn giao dịch chứng khoán hàng đầu của Ấn Độ, đặt tại thành phố Mumbai, thủ phủ bang Maharashtra. Nó thuộc quyền sở hữu của một số tổ chức tài chính, ngân hàng và công ty bảo hiểm hàng đầu. Sở được thành lập năm 1992 với tư cách là sàn giao dịch điện tử phi vật chất hóa đầu tiên trong nước. NSE là Sở giao dịch đầu tiên trong nước cung cấp hệ thống giao dịch điện tử dựa trên màn hình hiện đại, hoàn toàn tự động, cung cấp các tiện ích giao dịch dễ dàng cho các nhà đầu tư trải dài và rộng khắp đất nước. Vikram Limaye là Giám đốc Điều hành của Sở.      
Tính đến năm 1992, Sở có tổng giá trị vốn hoá thị trường khoảng 3,4 nghìn tỷ đô la Mỹ, trở thành Sở có giá trị vốn hoá đứng thứ 10 trên thế giới (tính đến tháng 8/2021). Chỉ số hàng đầu của NSE, NIFTY 50, là một chỉ số chứng khoán được 50 nhà đầu tư ở Ấn Độ và trên thế giới sử dụng rộng rãi như một thước đo thị trường vốn quốc dân. Chỉ số NIFTY 50 được NSE đưa vào vận hành năm 1996. Tuy nhiên, Vaidyanathan (2016) ước tính rằng chỉ có khoảng 4% nền kinh tế Ấn Độ / GDP thực sự có nguồn gốc từ các sàn giao dịch chứng khoán ở Ấn Độ.           
Không giống như các quốc gia như Hoa Kỳ, nơi gần 70% GDP của cả nước là từ các công ty lớn trong khu vực doanh nghiệp, khu vực doanh nghiệp ở Ấn Độ chỉ chiếm 12-14% GDP quốc gia (tính đến tháng 10 năm 2016). Trong số này chỉ có 7.400 công ty được niêm yết, trong đó chỉ có 4000 công ty giao dịch trên các sàn giao dịch chứng khoán tại BSE và NSE. Do đó, cổ phiếu giao dịch tại BSE và NSE chỉ chiếm khoảng 4% của nền kinh tế Ấn Độ, vốn có phần lớn hoạt động liên quan đến thu nhập từ lĩnh vực được gọi là khu vực phi tổ chức và chi tiêu hộ gia đình.          
Thời báo Kinh tế ước tính rằng tính đến tháng 4 năm 2018, 6 crore (60 triệu) nhà đầu tư bán lẻ đã đầu tư tiền tiết kiệm của họ vào cổ phiếu ở Ấn Độ, thông qua việc mua trực tiếp cổ phiếu hoặc thông qua quỹ tương hỗ. Trước đó, báo cáo của Ủy ban Bimal Jalan ước tính rằng chỉ có 1,3% dân số Ấn Độ đầu tư vào thị trường chứng khoán, so với 27% ở Hoa Kỳ và 10% ở Trung Quốc.

## Lịch sử

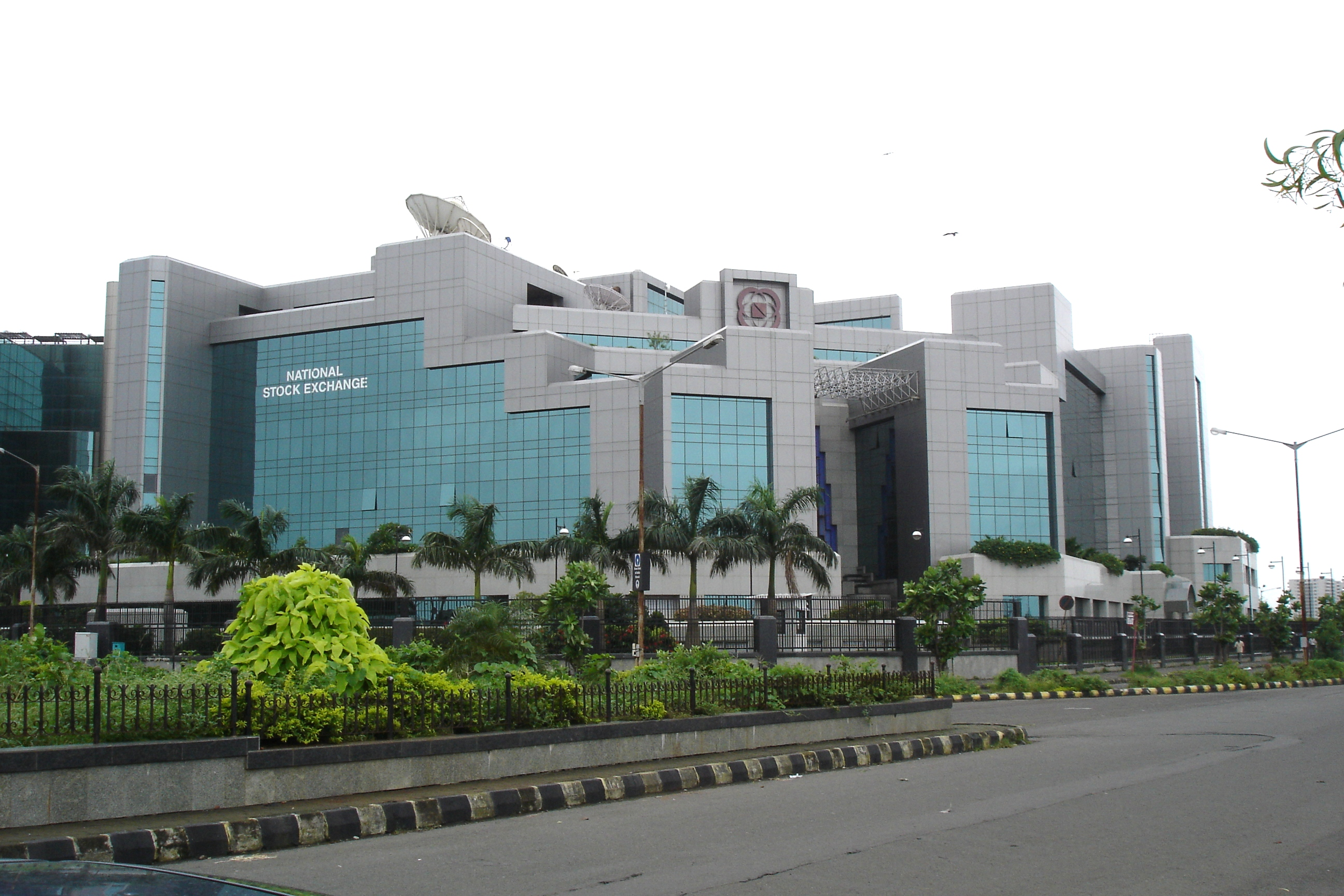
Tòa nhà Sở giao dịch chứng khoán Quốc gia Ấn Độ hiện nay

Sở giao dịch chứng khoán Quốc gia được thành lập vào năm 1992 để mang lại sự minh bạch trên thị trường chứng khoán Ấn Độ. Thay vì tư cách thành viên giao dịch bị giới hạn trong một nhóm các nhà môi giới, NSE đảm bảo rằng bất kỳ ai đủ điều kiện, kinh nghiệm và đáp ứng các yêu cầu tài chính tối thiểu đều được phép giao dịch. Trong bối cảnh này, NSE đã đi trước thời đại khi tách quyền sở hữu và quản lý sàn giao dịch dưới sự giám sát của SEBI. Thông tin về giá cổ phiếu mà trước đây chỉ một số ít người có thể truy cập thì nay khách hàng ở một nơi xa có thể nhìn thấy một cách dễ dàng như vậy. Việc thanh toán trên giấy tờ đã được thay thế bằng các tài khoản lưu ký điện tử và việc thanh toán các giao dịch luôn được thực hiện đúng thời hạn. Một trong những thay đổi quan trọng nhất liên quan đến hệ thống quản lý rủi ro mạnh mẽ đã được thiết lập, để đảm bảo rằng các bảo đảm thanh toán sẽ bảo vệ các nhà đầu tư khỏi các vụ vỡ nợ của nhà môi giới.
NSE được thành lập bởi một nhóm các tổ chức tài chính hàng đầu của Ấn Độ theo lệnh của Chính phủ Ấn Độ nhằm mang lại sự minh bạch cho thị trường vốn Ấn Độ. Dựa trên các khuyến nghị do ủy ban Pherwani đưa ra, NSE được thành lập với hình thức sở hữu cổ phần đa dạng bao gồm các nhà đầu tư trong nước và toàn cầu. Các nhà đầu tư trong nước quan trọng bao gồm Tổng công ty Bảo hiểm Nhân thọ, Ngân hàng Nhà nước Ấn Độ, IFCI Limited, IDFC Limited và Stock Holding Corporation of India Limited. Các nhà đầu tư toàn cầu quan trọng bao gồm Gagil FDI Limited, GS Strategic Investments Limited, SAIF II SE Investments Mauritius Limited, Aranda Investments (Mauritius) Pte Limited, và PI Cơ hội Quỹ I.
Sàn giao dịch được thành lập vào năm 1992 với tư cách là một công ty nộp thuế và được công nhận là sàn giao dịch chứng khoán vào năm 1993 theo Đạo luật Hợp đồng Chứng khoán (Quy định) năm 1956, khi P. V. Narasimha Rao là Thủ tướng Ấn Độ và Manmohan Singh là Bộ trưởng Tài chính. NSE bắt đầu hoạt động trong phân khúc Thị trường Nợ Bán buôn (WDM) vào tháng 6 năm 1994. Phân khúc thị trường vốn (cổ phiếu) của NSE bắt đầu hoạt động vào tháng 11 năm 1994, trong khi các hoạt động trong phân khúc phái sinh bắt đầu vào tháng 6 năm 2000. NSE cung cấp giao dịch, bù trừ và thanh toán các dịch vụ trong phân khúc vốn chủ sở hữu, phái sinh vốn chủ sở hữu, nợ, phái sinh hàng hóa và tiền tệ. Đây là sàn giao dịch đầu tiên ở Ấn Độ giới thiệu một cơ sở giao dịch điện tử, do đó kết nối cơ sở nhà đầu tư của cả nước. NSE có 2500 VSAT và 3000 kênh thuê riêng trải rộng trên hơn 2000 thành phố trên khắp Ấn Độ.
NSE cũng là công cụ trong việc tạo ra National Securities Depository Limited (NSDL) cho phép các nhà đầu tư nắm giữ và chuyển nhượng cổ phiếu và trái phiếu của họ một cách điện tử. Nó cũng cho phép các nhà đầu tư nắm giữ và giao dịch chỉ bằng một cổ phiếu hoặc trái phiếu. Điều này không chỉ làm cho việc nắm giữ các công cụ tài chính trở nên thuận tiện mà quan trọng hơn, loại bỏ nhu cầu về chứng chỉ giấy và giảm đáng kể các sự cố liên quan đến chứng chỉ giả mạo hoặc giả mạo và các giao dịch gian lận đã gây khó khăn cho thị trường chứng khoán Ấn Độ. Tính bảo mật của NSDL, kết hợp với tính minh bạch, giá giao dịch thấp hơn và hiệu quả mà NSE mang lại, đã làm tăng đáng kể sức hấp dẫn của thị trường chứng khoán Ấn Độ đối với các nhà đầu tư trong nước và quốc tế.

### NSE Emerge
NSE EMERGE là sáng kiến mới của NSE dành cho các doanh nghiệp vừa và nhỏ (SME) và các công ty khởi nghiệp ở Ấn Độ. Chúng có thể được niêm yết trên NSE mà không cần phát hành lần đầu ra công chúng (IPO). Nền tảng này sẽ giúp các doanh nghiệp vừa và nhỏ kết nối với các nhà đầu tư và giúp họ huy động vốn. Vào tháng 8 năm 2019, công ty thứ 200 được niêm yết trên nền tảng SME của NSE.

## Thị trường
NSE cung cấp giao dịch và đầu tư trong các phân khúc sau

### Công bằng
- Công bằng
- Chỉ số
- Quỹ tương hỗ
- Các quỹ giao dịch hối đoái
- Đầu ra công chúng
- Cho vay và Cho vay Bảo đảm, v.v.

### Các dẫn xuất
- Các công cụ phái sinh (bao gồm các Chỉ số Toàn cầu như S&P 500, Dow Jones và FTSE)
- Tiền tệ phái sinh
- Phái sinh hàng hóa
- Kỳ hạn lãi suất

Món nợ
- Trái phiếu công ty

### Công cụ phái sinh vốn chủ sở hữu
NSE Limited (NSE) bắt đầu giao dịch chứng khoán phái sinh với việc ra mắt hợp đồng tương lai chỉ số vào ngày 12 tháng 6 năm 2000. Phân khúc hợp đồng tương lai và quyền chọn của NSE đã ghi dấu ấn trên toàn cầu. Trong phân khúc Hợp đồng tương lai và Quyền chọn, có thể giao dịch trong Chỉ số NIFTY 50, Chỉ số CNTT NIFTY, Chỉ số Ngân hàng NIFTY, chỉ số NIFTY Tiếp theo 50 và các hợp đồng tương lai cổ phiếu đơn lẻ. Giao dịch trong Hợp đồng tương lai & Quyền chọn Nhỏ Nifty và Quyền chọn Dài hạn trên NIFTY 50 cũng có sẵn. Doanh thu trung bình hàng ngày trong Bộ phận F&O của Sở giao dịch trong năm tài chính từ tháng 4 năm 2013 đến tháng 3 năm 2014 là ₹ 1,52236 nghìn tỷ (20 tỷ đô la Mỹ).
Vào ngày 29 tháng 8 năm 2011, Sở Giao dịch Chứng khoán Quốc gia đã đưa ra các hợp đồng phái sinh trên các chỉ số chứng khoán được theo dõi nhiều nhất trên thế giới, S&P 500 và Chỉ số Trung bình Công nghiệp Dow Jones. NSE là sàn giao dịch đầu tiên của Ấn Độ ra mắt các chỉ số toàn cầu. Đây cũng là lần đầu tiên trên thế giới, các hợp đồng tương lai thuộc chỉ số S&P 500 được giới thiệu và niêm yết trên một sàn giao dịch bên ngoài quốc gia của họ, Hoa Kỳ. Các hợp đồng mới bao gồm hợp đồng tương lai trên cả DJIA và S&P 500 và các quyền chọn trên S&P 500.
Vào ngày 3 tháng 5 năm 2012, Sở giao dịch chứng khoán quốc gia đã ra mắt các hợp đồng phái sinh (hợp đồng tương lai và quyền chọn) trên FTSE 100, chỉ số được theo dõi rộng rãi của thị trường chứng khoán vốn chủ sở hữu của Vương quốc Anh. Đây là chỉ số đầu tiên thuộc loại này của thị trường chứng khoán Anh được ra mắt ở Ấn Độ. FTSE 100 bao gồm 100 công ty blue-chip lớn nhất được niêm yết tại Vương quốc Anh và đã mang lại lợi nhuận 17,8% cho khoản đầu tư trong ba năm. Chỉ số này chiếm 85,6% vốn hóa thị trường chứng khoán của Vương quốc Anh.
Vào ngày 10 tháng 1 năm 2013, Sở Giao dịch Chứng khoán Quốc gia đã ký một lá thư ý định với Japan Exchange Group, Inc. (JPX) về việc chuẩn bị ra mắt hợp đồng tương lai NIFTY 50 Index, một chỉ số giá cổ phiếu đại diện của Ấn Độ, trên Sở giao dịch chứng khoán Osaka. ., Ltd. (OSE), một công ty con của JPX.
Trong tương lai, cả hai bên sẽ chuẩn bị cho việc niêm yết hợp đồng tương lai chỉ số NIFTY 50 [21] bằng đồng yên vào tháng 3 năm 2014, ngày tích hợp thị trường phái sinh của OSE và Tokyo Stock Exchange, Inc. (TSE), một công ty con của JPX. Đây là lần đầu tiên các nhà đầu tư tổ chức và bán lẻ ở Nhật Bản có thể xem thị trường Ấn Độ, ngoài các ETF hiện tại, bằng đồng tiền của họ và theo múi giờ của riêng họ. Do đó, các nhà đầu tư sẽ không phải đối mặt với bất kỳ rủi ro tiền tệ nào, bởi vì họ sẽ không phải đầu tư vào các hợp đồng bằng đồng đô la hoặc đồng rupee.
Vào tháng 8 năm 2008, các công cụ phái sinh tiền tệ được giới thiệu tại Ấn Độ với sự ra mắt của Hợp đồng tương lai tiền tệ bằng USD – INR của NSE. Nó cũng bổ sung hợp đồng tiền tệ tương lai bằng Euro, Bảng Anh và Yên. Doanh thu trung bình hàng ngày trong Phân khúc F&O của Sở giao dịch vào ngày 20 tháng 6 năm 2013 lần lượt là 419,2616 tỷ yên (5,6 tỷ đô la Mỹ) đối với kỳ hạn và 273,977 tỷ yên (3,6 tỷ đô la Mỹ) đối với quyền chọn.

### Hợp đồng lãi suất tương lai
Vào tháng 12 năm 2013, các sàn giao dịch ở Ấn Độ đã nhận được sự chấp thuận của Cơ quan quản lý thị trường (SEBI) về việc tung ra hợp đồng tương lai lãi suất (IRF) trên một trái phiếu GOI hoặc một rổ trái phiếu sẽ được thanh toán bằng tiền mặt. Những người tham gia thị trường ủng hộ sản phẩm được thanh toán bằng tiền mặt và có sẵn trên một trái phiếu duy nhất. NSE sẽ ra mắt Hợp đồng tương lai trái phiếu NSE vào ngày 21 tháng 1 trên các trái phiếu GOI 10 năm có tính thanh khoản cao 7,16% và 8,83%. Hợp đồng tương lai lãi suất được NSE giới thiệu tại Ấn Độ vào ngày 31 tháng 8 năm 2009, đúng một năm sau khi ra mắt Hợp đồng tương lai tiền tệ. NSE đã trở thành sàn giao dịch chứng khoán đầu tiên được chấp thuận cho các hợp đồng tương lai lãi suất, theo khuyến nghị của ủy ban SEBI-RBI.

## Thời khóa giao dịch
Giao dịch trên thị trường chứng khoán diễn ra vào tất cả các ngày trong tuần (trừ thứ Bảy, Chủ Nhật và các ngày lễ do Sở giao dịch thông báo trước), cụ thể như sau:
1. Trước giờ giao dịch:

- Phiên đấu giá trước Giờ: từ 9:00 đến gần 9:10 (cho đến khi kết quả Phiên được công bố
- Phiên đấu giá sau Giờ: từ 9:10 đến 9:15

2. Giờ giao dịch thường kỳ: từ 9:15 đến 15:30
3. Sau giờ: từ 15:30 đến 16:15

## Trao đổi các quỹ giao dịch và các công cụ phái sinh trên Sở giao dịch chứng khoán quốc gia
Các sản phẩm sau đây đang được giao dịch trên Chỉ số NIFTY 50 ở Thị trường Ấn Độ và quốc tế:
- 7 Công ty Quản lý Tài sản đã tung ra các quỹ giao dịch trao đổi trên Chỉ số NIFTY 50 được liệt kê trên NSE
- 15 quỹ chỉ số đã được đưa ra trên NIFTY 50 Index
- Các sản phẩm liên kết đơn vị đã được một số công ty bảo hiểm ở Ấn Độ đưa ra trên Chỉ số NIFTY 50
- Chỉ số thế giới

Giao dịch phái sinh trên Chỉ số NIFTY 50:
- Giao dịch hợp đồng tương lai và quyền chọn trên Chỉ số NIFTY 50
- Giao dịch Hợp đồng tương lai chỉ số NIFTY 50 trên Sở giao dịch chứng khoán Singapore (SGX)
- Giao dịch hợp đồng tương lai chỉ số NIFTY 50 trên Chicago Mercantile Exchange (CME)

## Công nghệ
Hệ thống giao dịch của NSE là một ứng dụng hiện đại nhất. Nó có kỷ lục thời gian hoạt động là 99,99% và xử lý hơn một tỷ tin nhắn mỗi ngày với thời gian phản hồi dưới mili giây. 
NSE đã có những bước tiến lớn về công nghệ trong 20 năm. Năm 1994, khi giao dịch bắt đầu, NSE đang xử lý 2 lệnh một giây. Con số này đã tăng lên 60 đơn hàng một giây vào năm 2001. Ngày nay NSE có thể xử lý 160.000 đơn đặt hàng / tin nhắn mỗi giây, với khả năng mở rộng quy mô vô hạn với thông báo ngắn theo yêu cầu, NSE đã liên tục làm việc để đảm bảo rằng chu kỳ thanh toán đi xuống. Các vụ dàn xếp luôn được xử lý suôn sẻ. Chu kỳ lún đã được giảm từ T+3 xuống T+2 / T+1.\

## Hiểu biết về tài chính
NSE đã hợp tác với một số trường đại học như Viện Chính trị & Kinh tế Gokhale (GIPE), Pune, Bharati Vidyapeeth Deemed University (BVDU), Pune, Guru Gobind Singh Indraprastha University, Delhi, Ravenshaw University of Cuttack và Punjabi University, Patiala, cùng những trường khác cung cấp các khóa học MBA và BBA. NSE cũng đã cung cấp phần mềm mô phỏng thị trường giả có tên là NSE Learn to Trade (NLT) để phát triển các kỹ năng đầu tư, giao dịch và quản lý danh mục đầu tư cho sinh viên.  Phần mềm mô phỏng rất giống với phần mềm hiện đang được các chuyên gia thị trường sử dụng và giúp sinh viên học cách giao dịch trên thị trường.
NSE cũng tiến hành các kỳ thi trực tuyến và chứng nhận giải thưởng, theo các chương trình Chứng nhận về Thị trường Tài chính (NCFM). Hiện tại, các chứng chỉ có sẵn trong 46 mô-đun, bao gồm các lĩnh vực khác nhau của thị trường tài chính và vốn, cả ở cấp độ sơ cấp và nâng cao. Danh sách các mô-đun khác nhau có thể được tìm thấy tại trang web chính thức của NSE Ấn Độ. Ngoài ra, kể từ tháng 8 năm 2009, nó đã cung cấp một khóa học ngắn hạn có tên là NSE Certified Capital Market Professional (NCCMP). [26] NCCMP hoặc NSE Certified Capital Market Professional là một chương trình 100 giờ trong hơn 3–4 tháng, được thực hiện tại các trường cao đẳng, bao gồm đào tạo lý thuyết và thực hành về các chủ đề liên quan đến thị trường vốn. NCCMP bao gồm các chủ đề như thị trường chứng khoán, thị trường nợ, phái sinh, kinh tế vĩ mô, phân tích kỹ thuật và phân tích cơ bản. Các ứng viên thành công được trao chứng nhận chung từ NSE và các tổ chức có liên quan.

## Trường hợp đồng địa điểm của NSE
Vào ngày 8 tháng 7 năm 2015, Sucheta Dalal đã viết một bài báo trên Moneylife cáo buộc rằng một số nhân viên NSE đã làm rò rỉ dữ liệu nhạy cảm liên quan đến giao dịch tần suất cao hoặc máy chủ đồng vị trí cho một số người tham gia thị trường được chọn để họ có thể giao dịch nhanh hơn đối thủ cạnh tranh. NSE đã cáo buộc phỉ báng trong bài báo của Moneylife. Vào ngày 22 tháng 7 năm 2015, NSE đã đệ đơn kiện 1 tỷ yên (13 triệu đô la Mỹ) chống lại ấn phẩm. Tuy nhiên, vào ngày 9 tháng 9 năm 2015, Tòa án Tối cao Bombay đã bác bỏ vụ kiện và phạt NSE 5 triệu yên (66.000 đô la Mỹ) trong vụ kiện phỉ báng Moneylife này. Tòa án Tối cao yêu cầu NSE trả 150.000 yên (2.000 đô la Mỹ) cho mỗi nhà báo Debashis Basu và Sucheta Dalal và 4,7 triệu yên (62.000 đô la Mỹ) cho hai bệnh viện.
Tòa đã giữ nguyên lệnh về chi phí trong thời gian hai tuần, chờ xét xử kháng cáo của NSE.
Vào tháng 5 năm 2019, SEBI đã cấm NSE tiếp cận thị trường trong thời gian 6 tháng. Mặc dù NSE xác nhận điều này sẽ không ảnh hưởng đến hoạt động của họ, nhưng họ sẽ không thể niêm yết IPO hoặc giới thiệu bất kỳ sản phẩm giao dịch mới nào trong khoảng thời gian đó. Ngoài ra, cơ quan giám sát cũng ra lệnh cho NSE giảm 624,9 Rs crores (cùng với lãi tích lũy trong khoảng thời gian), một số tiền tương đương với lợi nhuận mà tổ chức này kiếm được từ hoạt động thương mại không công bằng của các máy chủ đồng địa điểm mà họ cung cấp trong khoảng thời gian từ 2010–11 tới 2013–14.
Hội đồng quản trị cũng đã thông qua lệnh chống lại 16 cá nhân bao gồm các cựu giám đốc điều hành và CEO Ravi Narain và Chitra Ramakrishna yêu cầu họ giảm 25% lương trong thời gian đó cùng với lãi suất. Tất cả tiền sẽ được nộp vào quỹ giáo dục và bảo vệ Nhà đầu tư. Những cá nhân này cũng đã bị loại khỏi thị trường hoặc giữ bất kỳ vị trí nào trong một công ty niêm yết trong thời gian 5 năm.